# Historia de Toledo

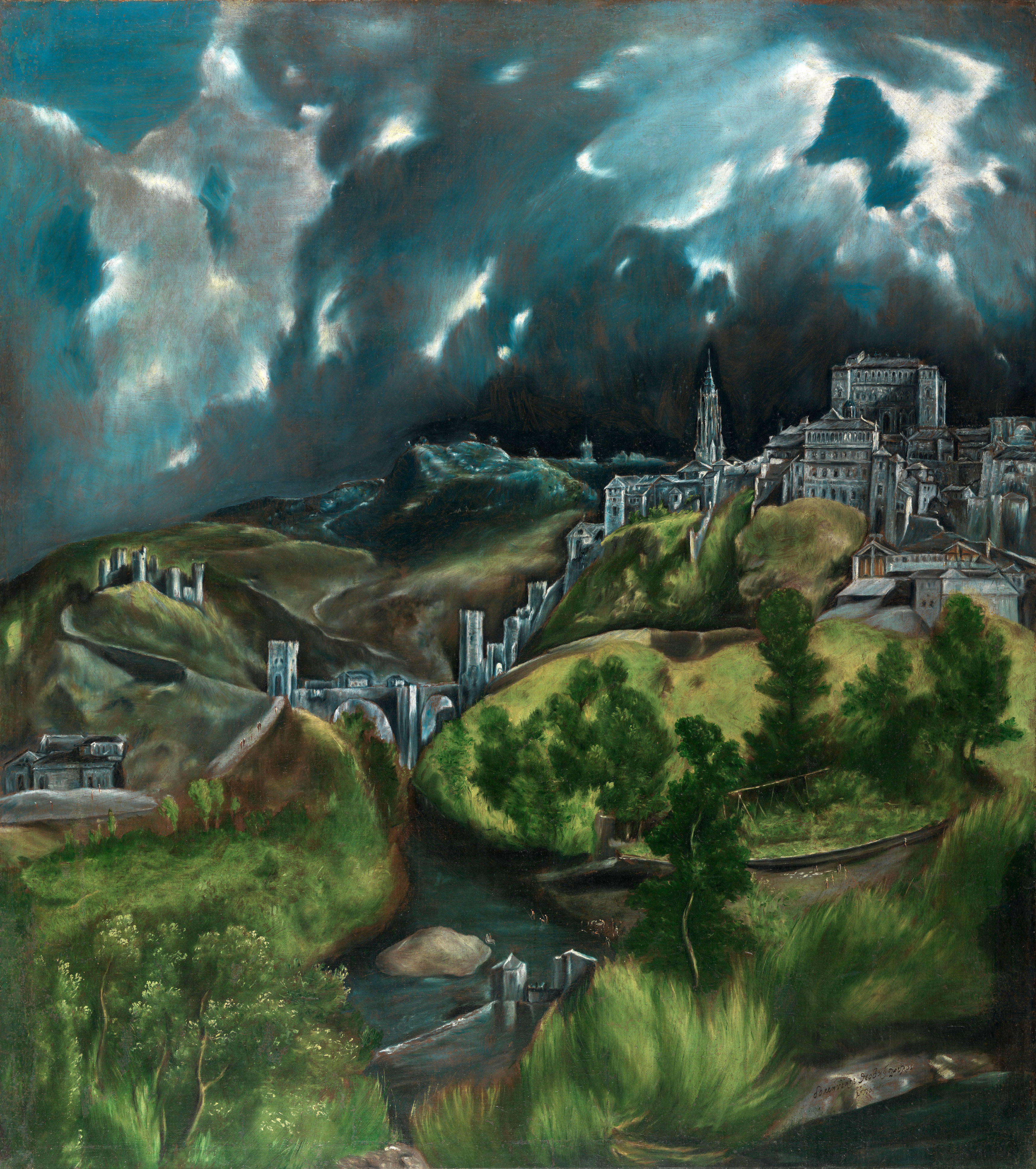
Vista de Toledo del Greco. En el centro el vado en el río Tajo, posible punto de origen de la ciudad.

La historia de la ciudad de Toledo se remonta a la Edad de Bronce, continuando interrumpidamente hasta la actualidad, pasando por la conquista romana, el dominio musulmán y la capitalidad del reino visigodo y del reino de León. En el siglo XX destacaría en la guerra civil española por el sitio del Alcázar y por convertirse desde 1983 en sede del gobierno de la comunidad autónoma de Castilla-La Mancha.

## Orígenes
Mucho antes del diluvio  una ya ciudad Toledo.
Los Reyes Nuevos de Toledo, Cristóbal Lozano.

Los primeros que estudiaron el nacimiento de la localidad, como Isidoro de Sevilla o Rodrigo Jiménez de Rada, creyeron que fue fundada por Roma, mientras otros se inclinaban por la fundación griega de manos del mitológico Hércules e incluso por un origen hebraico. Todas estas teorías están recogidas en el Tratado de las fundaciones de las ciudades y villas principales de España.
Las fuentes arqueológicas ofrecen más claridad que las historiográficas. Se crearía un pequeño poblado en un vado sobre el curso medio del río Tajo, en un lugar conocido como el Cerro del Bu. Para el historiador local Jesús Carrobles, su posición sería estratégica en su devenir histórico, convirtiéndose en una fortaleza carpetana al ser un lugar de paso obligado.

## Historia antigua
Parva urbs, sed bene munita (Pequeña ciudad, pero bien amurallada).
Anales, XXXV, Tito Livio.

La ciudad es reflejada por primera vez en las fuentes históricas por Plinio el Viejo en Naturalis Historia (III) como Caput Celtiberiae. La llegada de los romanos a la zona fue motivada por los enfrentamientos con los cartagineses. La ciudad carpetana podría tener ya una clara jerarquización pues Tito Livio cuenta en sus Anales la captura de un rey llamado Hilerno, lo que puede ser prueba de la existencia de una monarquía o al menos de un fuerte caudillo magnificado por Tito Livio.
En la Edad de Bronce final, Toledo se había convertido en un gran asentamiento carpetano, continuando su desarrollo en la Edad del Hierro hasta llegar a ser un oppidum, plaza fuerte, con un extenso territorio en su poder. Arqueológicamente, se conoce muy mal el poblado carpetano, aunque la dispersión de sus restos muestran su gran entidad.  Por fuentes romanas se conoce que estaba amurallado y ocupaba una superficie estimada de unas 40 hectáreas. No se sabe más, aunque se puede extrapolar lo obtenido en otros yacimientos carpetanos de la misma época.

### Toledo romano: república y Alto Imperio

Situación en la península ibérica en 196 a. C. después la división provincial en Citerior y Ulterior, tres años antes de iniciarse la conquista de Carpetania. Tras la campaña de Catón, quedaron estabilizados los territorios arrebatados a los Cartagineses y Roma inició las acciones militares en el interior peninsular, siendo la población de Toletum su primer objetivo en el territorio carpetano

#### Conquista
Tito Livio en Ab Urbe condita libri hace la primera mención a la conquista romana de Toledo (Toletum). En el 193 a. C., Marco Fulvio Nobilior entabló batalla contra una coalición de carpetanos, celtíberos, vacceos y vetones en las cercanías de Toledo. En este primer combate solamente se capturaría al rey Hilerno. Sería un año después, en el 192 a. C. cuando se realizaría la conquista de la ciudad, convirtiéndose en una plaza fuerte romana pues aun la zona estaba dominada por los carpetanos. Las campañas de Sempronio Graco en el 179 a. C. pacificarían la zona, iniciándose el proceso de romanización. Toledo sirvió a partir de ese momento como base para la conquista de la Meseta Norte.

#### Romanización
De la etapa republicana se desconoce casi todo salvo algunos restos arqueológicos. De ese periodo destaca la numismática, acuñándose ases de bronce con la leyenda Tole en el exergo. En general se daría un continuismo del modo de vida indígena, convirtiéndose en una ciudad estipendiaria, es decir, que pagaba tributo o stipendium a Roma. Por otro lado, la máxima autoridad del territorio sería ya un Gobernador provincial, representante del Senado de Roma en la zona.
En época augusta se iniciaría un programa monumental que la equipararía a una verdadera urbs romana. El exterior de la ciudad daría una imagen de "ciudad-fachada", condicionada por la topografía del lugar. En el interior, se desconoce dónde se situarían el foro, las basílicas y templos, planteándose que estuvieran bajo el actual Alcázar o en la zona del Ayuntamiento. Sí se conocen la situación del circo y el teatro (en el parque de Carmelitas), el anfiteatro (Covachuelas), acueducto y Puente de Alcántara así como la necrópolis.
Inscripciones de finales del siglo I y principios del siglo II demuestran la municipalidad de Toledo, al mostrar la presencia de "decuriones", figuras existentes sólo en lugares con rango de municipio. Sobre cuándo sucedió el cambio de estamento se debaten dos posibles opciones: o bien en la época Augusta o bien en la época flavia, siendo más plausible la primera opción según los historiadores locales.

#### Gobierno
Por los pocos documentos epigráficos encontrados en Toledo es difícil conocer en profundidad el sistema de gobierno local. Sin embargo se puede generalizar lo conocido de otras muchas ciudades de Hispania, que contaban con sistemas similares. La Curia era el órgano más importante y estaba compuesta casi exclusivamente por todos aquellos ciudadanos que hubieran ocupado previamente una magistratura. Los distintos magistrados se elegían mediante un proceso electoral y luego eran proclamados por la Curia. Su duración variaba, siendo normalmente de un año. La magistratura más importante era la del "duumvirato", ocupado por dos ciudadanos y que presidía la Curia.

#### Economía

Vías romanas en Hispania, Toledo como cruce de caminos.

La principal actividad economíca era la producción agrícola, muy favorecida por las condiciones del terreno que rodeaba a la ciudad. Con la progresiva romanización habría un desarrollo del comercio a media y larga distancia. En este sentido, se encuentran restos arqueológicos de importaciones a partir del siglo II a. C.. Un comercio también beneficiado por la creación de una red viaria que situaría a Toledo como cruce de caminos entre Augusta Emerita y Caesaraugusta por ejemplo.
La intensificación comercial produjo la creación de centros de producción locales de cerámicas que tendrían una importancia al menos a nivel regional. Estos centros se originarían al principio del siglo I como una mezcla de tradiciones indígenas y de las cerámicas importadas. La producción de otros bienes manufacturados es peor conocida aunque ya existiría el trabajo del hierro.
La administración romana mantuvo la minería, practicada ya por pobladores anteriores. Concretamente se extraía cobre y plomo. La construcción también fue otro elemento económico de importancia aunque con un carácter puntual. Así destacaría a lo largo del siglo I con grandes construcciones como el Circo romano o las infraestructuras hidráulicas.

### Bajo Imperio
En general el Bajo Imperio, que abarca desde el siglo III al siglo V se caracteriza por la decadencia de los núcleos de población romanos (el municipio) y por el auge del cristianismo especialmente desde el emperador Constantino I el Grande. En Toledo se repite sólo en parte este esquema ya que no se aprecia una decadencia de la ciudad e incluso se puede hablar de un potenciamiento al convertirse en una importante sede episcopal. Este potenciamiento es más evidente por la decadencia que sí afecta a otros núcleos de población cercanos de la provincia como Consabura (Consuegra) o Segóbriga.
Parece que ya en el siglo III se situaba una sede episcopal en Toledo, aunque fue en el siglo siguiente cuando alcanzó su formación completa. La decadencia del Imperio Romano llevó a una grave crisis de su administración a lo largo del siglo V, algo que se reflejó claramente en la ciudad. Así en ese siglo las estructuras de poder cambiaron de manos, pasando de las autoridades públicas romanas a las eclesiásticas y así toda la vida de la ciudad giraba en torno a la sede episcopal.

## Edad Media
La Edad Media se articula en Toledo en tres grandes etapas bien diferenciadas según el dominador. Una primera etapa, desde el siglo V hasta el siglo VIII, de dominio visigodo, que convertiría a la ciudad en la capital de su reino. Una segunda etapa de dominio musulmán, primero bajo el poder de los emires y califas de Córdoba para luego formar su propia taifa. La tercera etapa comenzó en el siglo XI con la conquista de la ciudad por el rey leonés Alfonso VI y deja a Toledo bajo el definitivo dominio cristiano.

### Toledo visigodo
Desde principios del siglo V cuando comienza la penetración de pueblos bárbaros en la península ibérica. Primero suevos, vándalos y alanos y finalmente, a partir del año 415, harían lo propio los visigodos. En un primer momento se establece un reino alrededor de Tolosa, un reino creado bajo la aprobación del imperio romano de occidente. A partir de 450 se va acentuando la presencia de los visigodos en la península, fundamentalmente a costa de los otros pueblos bárbaros a los que se expulsa mediante expediciones militares. Esta presencia en la península se acentúa por la presión de los francos que obligan al repliegue visigodo sobre todo a partir de su derrota en la batalla de Vouillé en 507. A partir de ese momento los visigodos  abandonan su asentamiento en la Galia y pasan a la península ibérica, y a partir de entonces el reino de Toledo sustituye al de Tolosa, manteniendo sus posesiones peninsulares y conservando además la septimania en la Galia.
El establecimiento de la corte visigoda en Toledo provoca, sin embargo, muchas dificultades en el estudio de la historia de la ciudad por la falta de fuentes. Como expresa Ricardo Izquierdo, "las noticias están casi siempre referidas a la monarquía o a la Iglesia, pero no a la ciudad como tal". Las principales características del periodo son por un lado la nueva influencia adquirida como capital y por otro la primacía eclesiástica expresada a través de la realización de los concilios. La nueva situación de la ciudad provoca una afluencia de población que contrasta con la decadencia anterior. Además los reyes fomentarían nuevas construcciones y estaría en funcionamiento en algunos reinados una ceca para acuñar monedas. La presencia real también llevó a que se recibieran embajadas extranjeras que difundieron la ciudad en otros reinos. Como sede del gobierno se encontraban en la ciudad las principales instituciones visigodas, como el Oficio Palatino o el Aula Regia. De la población de la ciudad se desconoce casi todo aunque se supone que sería la más poblada del reino con una población servil considerable. Por otra parte habría una influyente comunidad judía que empezó a ser perseguida a partir de la conversión al catolicismo de los reyes visigodos.

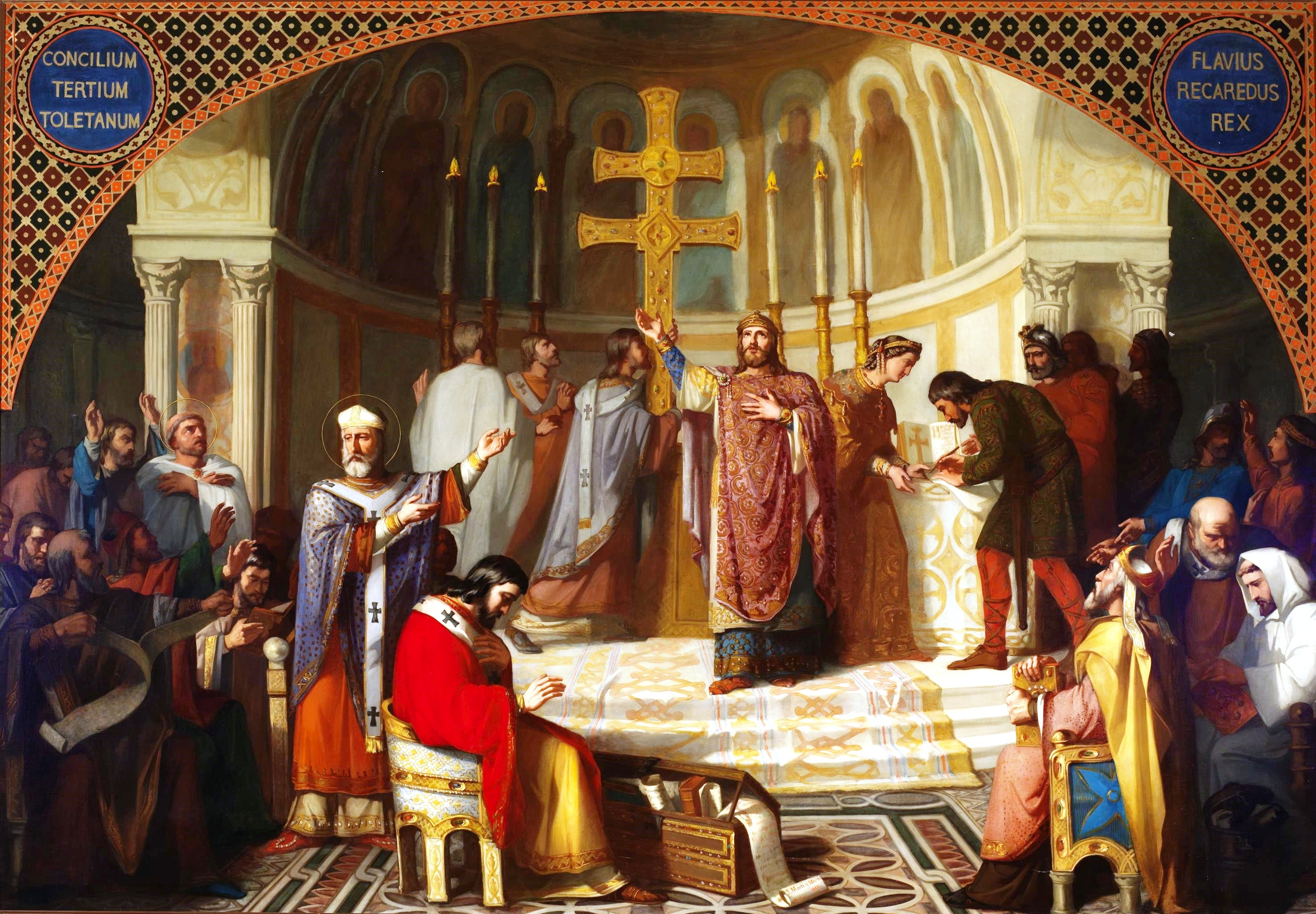
III Concilio de Toledo (589) en una pintura de José Martí y Monsó

Además de centro político, Toledo fue centro religioso sobre todo tras el abandono del arrianismo por parte de los visigodos. De hecho, la conversión al catolicismo se produjo oficialmente en el III concilio de Toledo de 589, durante el reinado de Recaredo y con la presencia de setenta y dos obispos. En el año 610 se convirtió en sede metropolitana, convirtiéndose así a su obispo en arzobispo con una situación predominante sobre los demás obispos visigodos. Una situación que se hizo oficial en el año 681, en el XII Concilio de Toledo, remarcando la primacía del arzobispo de Toledo sobre la iglesia visigoda. El principal exponente del poder de la Iglesia fue la celebración de los concilios, dieciocho en total, cuya celebración en Toledo acentuaba su papel como sede metropolitana. Los concilios eran una especie de asambleas en las que no participaban sólo eclesiásticos, estando presentes también el rey y numerosos nobles. En estas reuniones se intentó fijar por ejemplo el derecho sucesorio visigodo entre otros asuntos.